# Slaget vid Omdurman
Slaget vid Omdurman ägde rum den 2 september 1898 i Omdurman i nuvarande Sudan. En armé ledd av den brittiske generalen Horatio Herbert Kitchener besegrade de trupper som leddes av Abdullah al-Taashi, efterträdaren till den självutnämnde mahdin Muhammad Ahmad.
Slaget vid Omdurman har skildrats i boken The River War (1899) av Winston Churchill som själv deltog som 23-årig husarlöjtnant.